# Pycnolejeunea longilobula
Pycnolejeunea longilobula là một loài Rêu trong họ Lejeuneaceae. Loài này được Amak. mô tả khoa học đầu tiên năm 1965.